# ريا وسكينة (فلم 1983)
ريا وسكينة فيلم كوميدي مصري، مقتبس عن قصة حقيقية، من إنتاج 1983.

## أحداث الفيلم
تدور أحداث الفيلم في بدايات القرن الماضي، وتتمحور حول شخصيتين، عزوز (يونس شلبي)، و يعمل ممثلاً، لكنه ما زال في بداياته، وخطيبته (شريهان) التي تعمل كخادمة، في منزل حكمدار في بوليس الأسكندرية، في أحد الأيام يتنكر عزوز بملابس امرأة ليتمكن من دخول منزل الحكمدار ومقابلة خطيبته، فتراه زوجة الحكمدار فتظن أن ريا وسكينة قد جاءتا للانتقام، وذلك لأن زوجها الحكمدار كان قد هددهما تلفونيا، فتسارع الزوجة إلى إعطاء مصوغاتها الذهبية لعزوز. يخطر ببال عزوز أن يستمر بهذه اللعبة، ليمتهن السرقة، ولكنه يقع في يدي ريا وسكينة الحقيقيتين، بَيدَ أنه بطريقة ما يستطيع الهرب من قبضتهما، ويسارع إلى إبلاغ البوليس، الذي يقبض عليهما وأعوانهما، وتقوم وزارة الداخلية بمكافئة عزوز وخطيبته لما بذلاه من مجهود في المساعدة على القبض على المجرمين.

## طاقم العمل

### ممثلون
- شريهان.[2]
- يونس شلبي.
- سناء يونس.
- نعيمة الصغير.
- سميحة توفيق.
- حسن عابدين.
- محمود القلعاوي.
- نعيمة وصفي.
- سعاد حسين.
- محمد أبو حشيش.
- زكريا موافي.
- نصر حماد.
- حسين الشريف.
- هندام محمد.
- أميمة سليم.
- فايزة عبد الجواد.
- حسين إبراهيم.
- حلمى عبد الوهاب.
- نجوى سلطان.

### إخراج
- أحمد فؤاد.[2]

### تأليف
- أحمد فؤاد.[2]
- شريف المنياوى.

### تصوير
- محسن نصر.[2]

### مونتاج
- محمد الزرقا.

### توزيع وإنتاج
- أفلام جمال الليثى.[2]

### ماكياج
- حمدى رأفت.[2]

### ديكور
- ماهر عبد النور.[2]

### هندسة صوتية
- مجدى كامل.[2]

## روابط خارجية
- مقالات تستعمل روابط فنية بلا صلة مع ويكي بيانات